# Övraböke naturreservat
Övraböke är ett naturreservat i Slättåkra socken i Halmstads kommun i Halland.
Reservatet är skyddat sedan 2001 och är 11,5 hektar stort. 

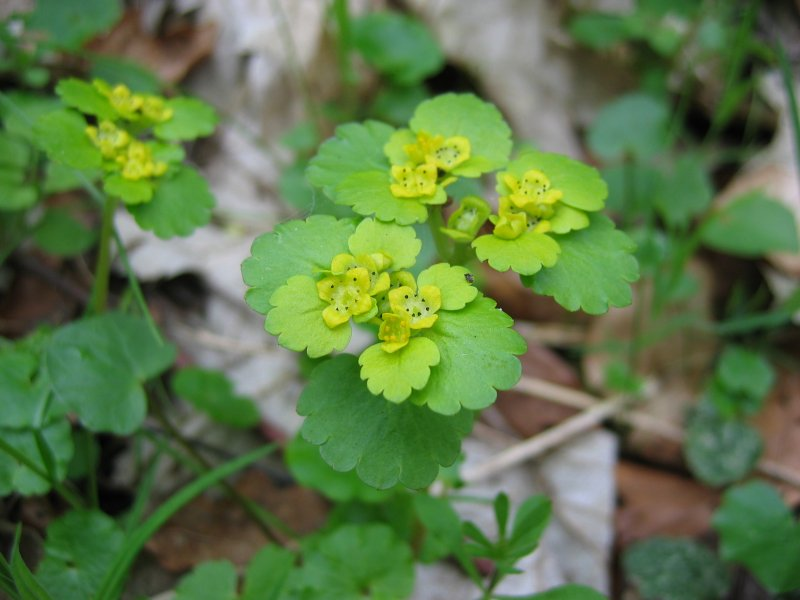
Gullpudra

Jorden i Övraböke by har brukats sedan mellersta bronsåldern för cirka 3000 år sedan. Här finns röjningsrösen, alsumpskog, blandad ädellövskog, bokskog och kärrmark. Floran är rik på arter såsom stor häxört, dvärghäxört, gullpudra, springkorn och ormbär. Bland fåglar kan nämnas skogsduva, mindre hackspett, stenknäck och nötkråka.